# 2428 Kamenyar
2428 Kamenyar è un asteroide della fascia principale del diametro medio di circa 28,54 km. Scoperto nel 1977, presenta un'orbita caratterizzata da un semiasse maggiore pari a 3,1676300 UA e da un'eccentricità di 0,0920077, inclinata di 9,32900° rispetto all'eclittica. 
L'asteroide è dedicato allo scrittore ucraino Ivan Franko.